# Eva Janovcová
Eva Janovcová (14. března 1926 Praha – 30. ledna 1999) byla česká překladatelka a tlumočnice z francouzštiny, vysokoškolská pedagožka na Univerzitě Karlově, autorka učebnic a literární kritička. Do češtiny překládala zejména díla quebeckých frankofonních autorů.

## Život
Eva Janovcová se narodila 14. března 1926 v Praze. Její otec byl významný český pedagog a ředitel Jedličkova ústavu na Vyšehradě Augustin Bartoš. Matka Bedřiška Bartošová (rozená Weinbergerová) byla klavíristka; v roce 1942 byla deportována do Terezína a dále do vyhlazovacího tábora Treblinka, kde ještě téhož roku zemřela. Starší sestra Evy Janovcové Jarmila Mařanová byla významná česká grafička a ilustrátorka.
Eva Janovcová v roce 1952 dokončila doktorát na Univerzitě Karlově, kde později začala vyučovat překlad a tlumočení z francouzštiny. Rovněž pracovala jako tlumočnice pro československé ministerstvo zahraničí. Léta 1964–1966 strávila s manželem fyzikem Václavem Janovcem v kanadské Ottawě, kde se seznámila s quebeckou literaturou.
Do češtiny převedla díla Jacquese Ferrona, Réjeana Ducharma, Simone de Beauvoir, Yvese Thériaulta, Gabrielle Roy, Gérarda Bessetta či Anne Hébert. Překládala také quebecké divadelní hry. Mnohé její překlady byly uveřejněny v časopise Světová literatura.
Hrála v mimickém souboru vinohradského divadla a pokoušela se k nám za pomoci Borise Hybnera přivést specifický quebecký divadelní žánr – divadelní improvizační souboje. První takové souboje se odehrály v Branickém divadle.